# AMR Corporation
AMR Corporation foi uma empresa no ramo de aviação comercial com sede em Fort Worth, Texas, Estados Unidos.

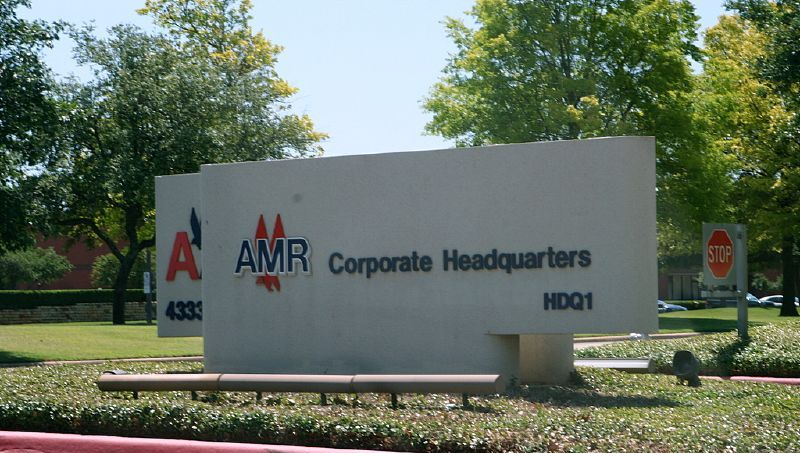

AMR Corporation junto com a fusão de US Airways Group agora é American Airlines Group.